# Having Fun with Elvis on Stage
Having Fun with Elvis on Stage är ett "spoken word”- och livealbum från 1974 som enbart består av den amerikanske sångaren och musikern Elvis Presleys prat och skämt mellan låtarna på livekonserter. Låtarna i sig är borttagna från inspelningarna. Albumet skapades som ett listigt trick av Elvis Presleys manager Tom Parker för att kunna ge ut ett Elvis Presley-album via sitt eget skivbolag, Boxcar Records, utan att använda sådant material som enligt avtal var RCA Records egendom. Parker kunde därigenom erhålla 100 procent av vinsten. Having Fun with Elvis on Stage såldes först bara på Elvis Presleys konserter, men senare gjorde RCA anspråk på rättigheterna till inspelningarna och tog över distributionen och försäljningen av albumet.
Having Fun with Elvis on Stage har ansetts vara Elvis Presleys sämsta album någonsin. Många kritiker ansåg sammanställningen av skämten vara osammanhängande och att avlägsnandet av låtarna gjorde att de helt saknade sammanhang. I sin bok från 1991 utnämnde Jimmy Guterman och Owen O'Donnell Having Fun with Elvis on Stage till det sämsta rock'n'roll-albumet genom tiderna, och noterade dessutom att "rock'n'rollen" saknades. Även om Elvis Presley hatade albumet och insisterade på att det skulle dras tillbaka, gav RCA ut det på nytt kort efter hans död 1977. Having Fun with Elvis on Stage nådde som bäst plats 130 på Billboard 200-listan och plats 9 på Billboards Hot Country LP-lista.

## Innehåll och utgivning
Albumet är unikt i Elvis Presleys diskografi, då det inte innehåller någon faktisk musik eller några sånger. Albumet består i sin helhet av Elvis prat mellan låtarna, inspelat under hans livekonserter. Elvis Presley hörs ofta nynna eller sjunga "Well ...", vilket under själva framträdandet utgjorde inledningen på de låtar som redigerades bort från inspelningen. Mycket av albumet består av skämt som Elvis drar, även om dessa skämt helt saknar sammanhang. Trots det till synes slumpmässiga i inspelningarna, så berättar Elvis på A-sidan mellan 8:01 och 11:55 sammanhängande om sitt tidiga liv och sina karriärsträvanden innan han blev sångare, liksom om sitt tidiga framträdande på The Steve Allen Show.
Albumet var Elvis manager Tom Parkers idé. Parker ville släppa ett Elvis Presley-album genom Boxcar Records, ett företag som han hade bildat för att hantera Elvis kommersiella rättigheter, så att han kunde göra maximal vinst på det. Men eftersom Elvis Presley var kontrakterad till RCA Records, tillhörde inspelningarna lagligen RCA. I ett försök att kringgå denna begränsning sammanställde Parker ljudfiler av Elvis när denne inte sjöng utan bara pratade; material som han felaktigt antog att RCA inte kunde göra anspråk på.
Till en början såldes albumet enbart på Elvis Presleys konserter. Parker informerades dock snart om att alla ljudinspelningar som hade gjorts av Elvis när denne varit kontrakterad av RCA Records lagligen tillhörde skivbolaget. RCA gjorde därför anspråk på att äga rättigheterna till inspelningarna och albumet kom senare att återutges på RCA Victor-etiketten, med samma omslag som på Boxcar-utgåvan och med meddelandet "A Talking Album Only" på framsidan. På albumets baksida anges Elvis Presley vara albumets exekutiva producent.

## Mottagande
Having Fun with Elvis on Stage har beskrivits som det sämsta albumet i Elvis Presleys karriär. Många kritiker ansåg att albumets material var sammanfogat på ett sätt som gjorde att det saknade kontinuitet och blev nästan obegripligt och utan finess. Mark Deming från AllMusic skrev att "vissa har kallat Having Fun with Elvis on Stage allt igenom olyssningsbart, men att det faktiskt är värre än så; att höra det är som att bevittna ett bilvrak som på något sätt plöjde in i en karnevalsfreakshow, vilket på en gång gjorde åskådarna både för förskräckta och för förbryllade för att kunna vända sig bort." Nick Greene, skribent på Mental Floss, ansåg att materialet som presenteras på skivan är "så osammanhängande att man inte riktigt får en uppfattning om hans scennärvaro, trots att allt ljudmaterial kommer från hans shower." Rockkritikerna Jimmy Guterman och Owen O'Donnell, utnämnde det i sin bok från 1991, The Worst Rock n' Roll Records of All Time, till det sämsta rockalbumet någonsin.
Albumet nådde som högst plats 130 på Billboard-albumlistan och plats 9 på Billboards Hot Country LP-lista. Under det tidiga 1980-talet avlägsnades albumet ur Elvis Presley-katalogen I USA. RCA har aldrig gett ut originalalbumet på nytt på cd-skiva, även om inofficiella piratkopierade CD-utgåvor har funnits tillgängliga, likaså en serie om tre LP-vinylskivor på 10 tum utgivna i Storbritannien.

## Ljudspår
1. Sida A  – 18:06
2. Sida B  – 19:00

## Medverkande
- Elvis Presley – tal

## Listor
| Listor (1974)              | Högsta placering |
| -------------------------- | ---------------- |
| Billboard Top Selling LP's | 130              |
| Billboard Hot Country LPs  | 9                |

### Citat på engelska
1. ↑  "some have called Having Fun with Elvis on Stage thoroughly unlistenable, but actually it's worse than that; hearing it is like witnessing an auto wreck that somehow plowed into a carnival freak show, leaving onlookers at once too horrified and too baffled to turn away."[1]
2. ↑  "so incoherent, you don't really get an idea of his stage presence, despite the fact that all the audio comes from his shows."[5]